# Пух орашар
Пух орашар (лат. Muscardinus avellanarius) је ноћни глодар из породице пухова (Gliridae) и једини представник рода Muscardinus. Насељава Европу и Малу Азију.

## Опис
Овај пух је смеђе-жуте боје, са белим грудима и трбухом. Дужине је 6-9 цм, без репа дугачког 5,7-7,5 цм (са репом дуг је до 16,5 цм). Тежак је 17-20 грама, а непосредно пре хибернације достиже тежину од 30 до 40 грама. Крзно му је густо и полегло, а длака мекана и сјајна, средње дужине. Очи су му велике и црне, уши малене и не баш развијене, док је реп дуг и потпуно прекривен длаком. Пух орашар је ноћна животиња и већину времена проводи међу гранама дрвећа тражећи храну. Прави дуге обилазе, уместо да сиђе на земљу и изложи се опасности. Хибернира од октобра до априла или маја.

## Распрострањење
Насељава шуме Европе и северног дела Мале Азије. На северу се његов ареал простире до јужне Шведске, а на истоку до Волге. У Британији је једини аутохтони пух. Иако Ирска  природно нема пухова, орашар је недавно пронађен у округу Kилдер, и чини се да се брзо шири, чему помаже и распрострањеност живица у ирским селима.
Према „Приручнику за заштиту пухова”, некадашње британске владине агенције „Енглеска природа”, орашари се највише повезују са листопадним шумама, али такође насељавају живице и шикаре. Ретко путују више од 70 м од свог гнезда.

## Исхрана
Омиљена храна су му ораси, по чему је и добио име. Воли и лешнике, жирове, сочне плодове, као што је јагода и купина, а такође и пупољке. 
Орашар захтева разне врсте арбореалне хране да би преживео. Једе бобице, орашасте плодове и друго воће с` лешницима као главном храном за товљење пре хибернације. Такође једе плод граба и купина, када је лешника мало. Остали извори хране су пупољци младог лишћа и цветови који обезбеђују нектар и полен. Једе и инсекте, нарочито лисне ваши и гусенице, које проналази на дрвећу на коме се храни.